# Альфаро, Хосе
Хосе Адольфо Альфаро Варгас (исп. José Rodolfo Alfaro Vargas; род. 18 марта 2000, Коста-Рика) — коста-риканский футболист, полузащитник клуба «Кармелита».

## Клубная карьера
Альфаро — воспитанник клуба «Кармелита». 5 марта 2017 года в матче против «Депортиво Саприсса» он дебютировал в чемпионате Коста-Рики.

## Международная карьера
В 2017 году Альфаро в составе юношеской сборной Коста-Рики принял участие в юношеском чемпионате КОНКАКАФ в Панаме. На турнире он сыграл в матчах против команд Канады, Суринама, Панамы и Мексики. В поединках против канадцев и панамцев Хосе забил по голу.
В том же году Альфаро принял участие в юношеском чемпионате мира в Индии. На турнире он сыграл в матчах против сборных Германии, Гвинеи и Ирана.